# Aeria elarina
Aeria elarina är en fjärilsart som beskrevs av Charles Oberthür 1878. Aeria elarina ingår i släktet Aeria och familjen praktfjärilar. Inga underarter finns listade i Catalogue of Life.